# Saint-Rome-de-Dolan
Pour les articles homonymes, voir Saint-Rome (homonymie) et Dolan.
Saint-Rome-de-Dolan est une ancienne commune française, située dans le département de la Lozère en région Occitanie. 
Depuis 2017, elle appartient à la commune nouvelle de Massegros Causses Gorges. Ses habitants sont appelés les Saint-Romans.

## Géographie
La commune est limitrophe du département de l'Aveyron.

### Communes limitrophes
|                                         | Saint-Georges-de-Lévéjac (Massegros Causses Gorges) |                                       |
| Le Massegros (Massegros Causses Gorges) | Saint-Rome-de-Dolan                                 | Les Vignes (Massegros Causses Gorges) |
|                                         | Mostuéjouls (Aveyron)                               | Saint-Pierre-des-Tripiers             |

## Histoire
Le centre accueillait des orphelins et cache également des enfants juifs pendant la deuxième guerre mondiale

## Politique et administration

### liste des maires de Saint Rome de Dolan
| élu : 1944 | fin : 1977 | Cabirou Emile |  |
| ---------- | ---------- | ------------- |  |
| élu : 1977 | fin : 2008 | Nurit Roger   |  |
| élu : 2008 | fin : 2014 | Almire Daniel |  |
| élu : 2014 | fin : 2020 | Camels Jean   |  |

## Culture locale et patrimoine

### Héraldique
| Saint-Rome-de-Dolan | Le blasonnement de Saint-Rome-de-Dolan est : de gueules à la cardabelle d'or, chapé d'argent aux deux têtes de brebis affrontées de gueules |